# Yero Bello
Yero Bello (* 11. Dezember 1987 in Nigeria) ist ein nigerianischer Fußballspieler.

## Karriere
Bello begann im Alter von neun Jahren mit dem Fußballspielen bei Rainbow United. Im Jahr 2005 ging er zu Maccabi Haifa nach Israel. Nach einem Jahr in der Jugendmannschaft des Vereins wurde er an Hapoel Nazareth Illit in die Liga Leumit, die zweithöchste israelische Spielklasse, ausgeliehen. Nach der Rückkehr vereinbarte Maccabi erneut ein Ausleihgeschäft – diesmal für zwei Jahre an Ligat ha’Al-Aufsteiger Hapoel Ironi Kirjat Schmona. Mit seinem neuen Verein schloss er die Saison 2007/08 auf dem dritten Platz ab und zog in den UEFA-Pokal ein. Ein Jahr später musste der Verein wieder absteigen.
Bello kehrte zu Maccabi zurück und wurde an den Lokalrivalen Hapoel Haifa ausgeliehen. Im Jahr 2010 wechselte er schließlich zum FC Vaslui in die rumänische Liga 1. Nach zwei Jahren wechselte er abermals nach Israel, als er sich dem FC Bnei Sachnin anschloss. Im Jahr 2013 verpflichtete ihn Ligakonkurrent MS Ashdod. Dort spielte er zwei Jahre lang, bis der Klub am Ende der Spielzeit 2014/15 absteigen musste. Bello war zehn Monate ohne Verein, ehe er im Mai 2016 ein Angebot des finnischen Erstligisten Tampereen Ilves annahm. Nach zwei Spielen war das Engagement wieder beendet. Er war abermals drei Monate arbeitslos, bevor er Ende August 2016 beim FC Milsami in der moldauischen Divizia Națională anheuerte.
Seit 2018 ist nur seine Station bei den Lobi Stars ab Mai 2021 bekannt.